# FIRA Nations Cup 1972-73
La FIRA Nations Cup de la temporada 1972-73  fue la 8° edición con esta denominación y la 13° temporada del segundo torneo en importancia de rugby en Europa, luego del Torneo de las Seis Naciones.

## FIRA Nations Cup
| Lugar | Selección | Partidos | Partidos | Partidos  | Partidos | Puntos  | Puntos    | Puntos | Tabla de puntos |
| Lugar | Selección | Jugados  | Ganados  | Empatados | Perdidos | A favor | En contra | dif.   | Tabla de puntos |
| ----- | --------- | -------- | -------- | --------- | -------- | ------- | --------- | ------ | --------------- |
| 1     | Francia   | 3        | 3        | 0         | 0        | 118     | 35        | 83     | 9               |
| 2     | Rumania   | 3        | 2        | 0         | 1        | 91      | 37        | 54     | 7               |
| 3     | España    | 3        | 1        | 0         | 2        | 56      | 55        | 1      | 5               |
| 4     | Marruecos | 3        | 0        | 0         | 3        | 24      | 162       | -138   | 3               |

| Bandera de Francia |
| Campeón Francia    |
| Duodécimo título   |

## Segunda División

### Grupo A
| Lugar | Selección  | Partidos | Partidos | Partidos  | Partidos | Puntos  | Puntos    | Puntos | Tabla de puntos |
| Lugar | Selección  | Jugados  | Ganados  | Empatados | Perdidos | A favor | En contra | dif.   | Tabla de puntos |
| ----- | ---------- | -------- | -------- | --------- | -------- | ------- | --------- | ------ | --------------- |
| 1     | Polonia    | 2        | 2        | 0         | 0        | 28      | 3         | + 25   | 6               |
| 2     | Yugoslavia | 2        | 0        | 0         | 2        | 3       | 28        | - 25   | 2               |

### Grupo B
| Lugar | Selección  | Partidos | Partidos | Partidos  | Partidos | Puntos  | Puntos    | Puntos | Tabla de puntos |
| Lugar | Selección  | Jugados  | Ganados  | Empatados | Perdidos | A favor | En contra | dif.   | Tabla de puntos |
| ----- | ---------- | -------- | -------- | --------- | -------- | ------- | --------- | ------ | --------------- |
| 1     | Portugal   | 2        | 1        | 1         | 0        | 12      | 9         | + 3    | 5               |
| 2     | Italia     | 2        | 1        | 0         | 1        | 19      | 21        | - 2    | 4               |
| 3     | Yugoslavia | 2        | 0        | 1         | 1        | 15      | 16        | - 1    | 3               |

### Final
| 22 de abril de 1973 | Polonia | 35 - 13 | Portugal |  |  |

| 13 de mayo de 1973 | Portugal | 13 - 3 | Polonia |  |  |

| Bandera de Polonia |
| Campeón Polonia    |
| Segundo título     |